# اچ‌ام‌اس ایندومیتبل (۹۲)
اچ‌ام‌اس ایندومیتبل (۹۲) (به انگلیسی: HMS Indomitable (92)) یک کشتی بود که طول آن 230.0 metres (754.0 ft) بود. این کشتی در سال ۱۹۴۰ ساخته شد.